# Eタウン
『RCCプロジェクト Eタウンスポーツ』（アールシーシープロジェクト　イータウンスポーツ）は、中国放送（RCCテレビ）で土曜日 16:30- 17:30（JST）に月1回放送されている情報番組。

## 放送概要
2000年10月に『RCCプロジェクト Eタウン』として放送開始。主に広島県内の経済や流行などを扱う地域重視の社会派番組である。放送開始から2011年までは、メインパーソナリティを務めるコラムニストの神足裕司を中心とした番組スタイルだった。
番組構成は、メインキャスターのRCCアナウンサー（変遷は後述）が、広島県内の経済や情報や流行などを追い求め、地元広島の企業および団体などに直接赴き現場を取材紹介していく。番組の主旨は密着取材であり、現場の紹介はもとより、そこに携わる人間への直撃インタビュー、企業、団体のルーツなどを詳細に掘り下げ紹介していくドキュメント形式となる。
2015年4月から『E TOWN・SPORTS』（イータウン・スポーツ）と改題して、広島東洋カープ・サンフレッチェ広島などのスポーツ情報も扱うようになった。また放送時間も6分繰り上げ、16:54 - 17:24（月曜深夜25:50 - 26:20に再放送もされていた）となった。その後、タイトルを仮名表記の『Eタウンスポーツ』に変更している。
2020年3月28日放送分までは毎週30分の放送だったが、同年4月・5月の長期休止を挟んで、5月30日より1時間枠に拡大された。しかし、諸事情により放送が週1回から週不定で月1回（基本的には月末最終土曜日。編成の都合上第3週に繰り上げる月もある）の放送に縮小された。
一部内容は『イマナマ!』と同様にRCCの公式サイト内にあるニュース記事のページや自社の配信サービス「RCC PLAY!」にて動画配信されている。
週1回放送していた時代は『オールスター感謝祭』『音楽の日』等の特番放送時は休止の場合があった。月1回の放送になった後はこの編成に応じて第4土曜から第3土曜に前倒しして編成する措置をとっている。
2022年11月26日の放送をもって番組終了。足掛け22年1か月の歴史に幕を下ろした。その後は不定期枠としてTBS系列および
テレビ東京系列の単発または断続的不定期放送の遅れネット番組や、自社を含むTBS系列局制作の全国ネットを含む特別番組、土曜日が2月11日に該当した場合（近年では2023年が該当）の『民教協スペシャル』などを放送している。

## 出演者

### メインキャスター
- 坂上俊次（RCCアナウンサー） - 2015年4月から。通算4代目の男性アナウンサー。
- 渕上沙紀（RCCアナウンサー） - 2019年4月から。通算7代目の女性アナウンサー。

#### 過去の出演者
記者・アナウンサーは元職の岡を除いて、全員担当当時中国新聞社の記者・RCCアナウンサー。
| 期間    | 期間    | メインパーソナリティ | 記者     | 男性キャスター | 女性キャスター  | 週刊Ennovation リポーター |
| ------- | ------- | -------------------- | -------- | -------------- | --------------- | ------------------------- |
| 2000.10 | 2001.09 | 神足裕司             | 外川邦三 | 不在           | 和佐由紀子      | 不在                      |
| 2001.10 | 2005.03 | 神足裕司             | 不在     | 川島宏治       | 田口麻衣        | 不在                      |
| 2005.04 | 2005.12 | 神足裕司             | 不在     | 池田秀昭       | 田口麻衣        | 不在                      |
| 2006.01 | 2007.03 | 神足裕司             | 不在     | 池田秀昭       | 藤村伊勢        | 不在                      |
| 2007.04 | 2010.03 | 神足裕司             | 不在     | 横山雄二       | 藤村伊勢        | 不在                      |
| 2010.04 | 2010.07 | 不在                 | 不在     | 不在           | 藤村伊勢        | 不在                      |
| 2010.08 | 2012.03 | 不在                 | 不在     | 不在           | 藤村伊勢 岡佳奈 | 不在                      |
| 2012.04 | 2013.03 | 不在                 | 不在     | 池田秀昭       | 岡佳奈          | 不在                      |
| 2013.04 | 2014.09 | 不在                 | 不在     | 池田秀昭       | 田口麻衣 岡佳奈 | 不在                      |
| 2014.10 | 2015.03 | 不在                 | 不在     | 不在           | 伊藤文 中根夕希 | 不在                      |
| 2015.04 | 2016.03 | 不在                 | 不在     | 坂上俊次       | 中根夕希        | 下程ひかり 宮脇静香       |
| 2016.04 | 2019.03 | 不在                 | 不在     | 坂上俊次       | 中根夕希        | 不在                      |
| 2019.04 | 現在    | 不在                 | 不在     | 坂上俊次       | 渕上沙紀        | 不在                      |

## 『Eタウン』時代の変遷
放送開始から1年は神足と女性アナウンサー、中国新聞社の記者が出演。その後2010年3月までは、神足と、男女1人ずつRCCのアナウンサーが担当していた。また放送開始から2010年3月までは原則スタジオからの生放送であり、間に取材したVTRを流すという構成だった。2010年4月以降は全面ロケでのVTR収録の放送へとリニューアルした（最末期の半年は生放送に戻り、『Eタウンスポーツ』へリニューアル後も生放送を継続している）。
2011年10月からは神足が病気療養の為に番組を一時離脱。その間はメインキャスター2人と、各分野ごとにコメンテーターをゲストに呼び番組は継続。2012年4月からは、メインキャスター2人で番組進行となり、療養中の神足は番組の名誉顧問となった。
神足の離脱前には、取材VTRの最後に「神足人形」というコーナーが設けられており、その週に取り上げた内容に対して神足がキーワードを提示し、全体を統括したコメントを述べてまとめていた。
番組最後のミニコーナー「トレンドE」では、広島発にこだわらない最新の流行・トレンド商品などを紹介していた。また、年度末など期間の節目には、県内の有識者や関連人物をゲストに呼んでスタジオ内で討論会を行う回もあった。
番組は放送開始から長らく18:00 - 18:30に放送されていたが、2008年4月に土曜17時台へ移り、さらに2015年4月からは6分繰り上がり16:54 - 17:24の放送となった（理由は後記）。なお、本番組は2010年3月までは原則RCCのスタジオから生放送であったため、翌朝（4:55 - 5:15）の再放送時にも前日に放送された天気予報がそのまま放送されていた（字幕スーパーにてその旨は表示）。
同様の趣旨の番組として、『中国ウィークエンドけいざい』→『RCCエコノPRAZA』という番組が1988年 - 1992年頃に土曜午前中の枠で放送されていたことがある。
2004年10月23日の放送では、番組の放送開始直前の17時56分に新潟県中越地震が発生。冒頭では通常通りに放送を行っていたが、すぐにTBSの報道特別番組に切り替えられて放送は一時中断となった。その後、RCCのスタジオにカメラが戻ったが、その週は番組の放送が中止となった。

### 神足の長期離脱について
番組開始以来、メインパーソナリティを務めていた神足は、2011年9月3日に広島での番組収録後、帰京する際に搭乗した航空機内で体の異常を訴えた。東京国際空港への到着後には都内の病院へと緊急搬送されたが、病院の診断ではクモ膜下出血とされ、緊急入院となった。これにより神足の番組出演が不可能となり、番組開始11年目にして長期離脱を余儀なくされる。
2011年10月の放送より、神足の出演枠にはそれぞれの分野で得意なコメンテーターに毎回ゲスト出演してもらい、番組自体は神足が不在のまま放送は継続された。2012年4月の番組リニューアルの際には、現時点で番組への復帰が難しいとされる神足には、新たに名誉顧問へ就任してもらい、Eタウンの看板を背負い番組を見守ってもらうと発表された。神足は現在病気療養中であり、番組への復帰へ向けてリハビリ中である。
2013年1月12日（土）放送分で、神足より番組や広島の視聴者に向け、自身の近況や広島に対する想いのコメントがメールで寄せられた。

### 放送枠について
かつて中国放送（RCC）ではこの18時枠はキー局と同時ネットをしていたが『ウルトラマンティガ』（1996年9月7日 - 1997年8月30日）の放送途中（1997年4月 - ）から『HOT DOG』（その後、司会の風見しんごの降板で『ひろしまスポーツ天国』に番組名を変更）をローカル番組枠として始めてからは17:30 - 18:00の放送で1週遅れ扱いになった（本番組の開始後、土曜10時台に移行 - 終了によりスポーツ情報番組から撤退。それまでは17:30 - 18:00枠で『RCCニュースサタデー』を放送していた）。
2008年4月、17:30 - 18:50枠でTBSの全国ネット番組『報道特集NEXT』放送開始のため、土曜17:00 - 17:30へ移動。同枠で放送されていた『ポケットモンスター ダイヤモンド&パール』（テレビ東京制作、遅れネット）は土曜16:30 - 17:00に放送時間を変更する。この影響で、17:30 - 18:00に放送されていた毎日放送制作の土6枠は日曜の17:00 - 17:30へ移動し、11年ぶりにキー局と同時ネットとなった。